# Mírová pod Kozákovem
Mírová pod Kozákovem je jednou z větších obcí v Libereckém kraji v okrese Semily. Žije zde přibližně 1 800 obyvatel.

## Poloha a části obce
Obec se rozkládá mezi městem Turnov a horou Kozákov v nadmořské výšce od 240 do 745 m, podélná osa měří asi 7 km. Hlavní osou je silnice (II/283, II/282) spojující Turnov a Koberovy.

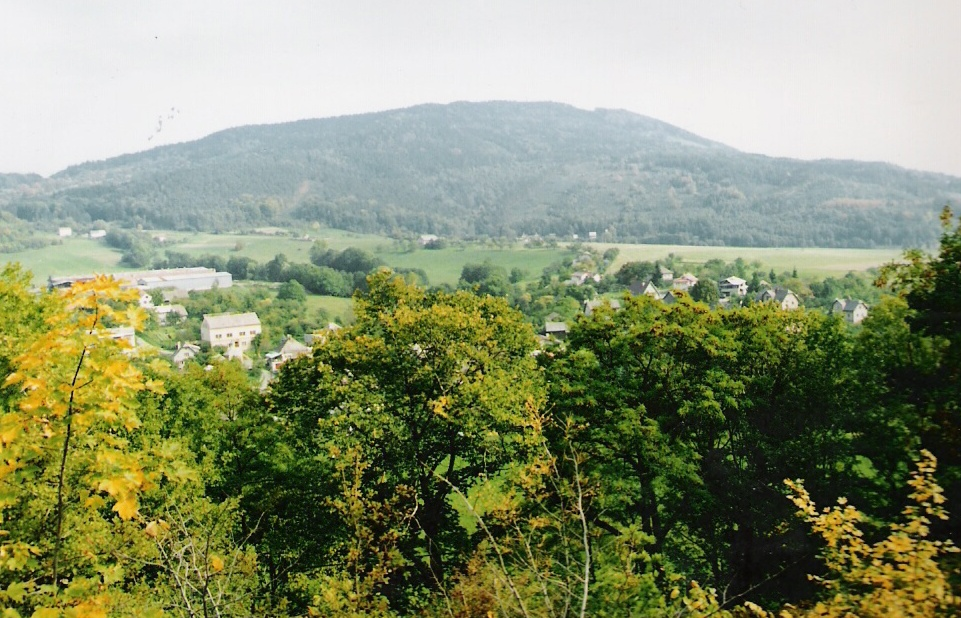
Hora Kozákov, 745 m

Mírová vznikla roku 1960 sloučením čtyř menších samostatných obcí Vesec (osady Vesec, Smrčí, Prackov), Loktuše, Sekerkovy Loučky (osady Sekerkovy Loučky, Chutnovka, Dubecko, Kvítkovice, Stebno) a Bělá (osady Bělá, Bukovina, Rohliny, Hrachovice, Chloumek). Posléze byla z obce Turnov přičleněna osada U Rybníků; výstavbou rodinných domků vznikla z původní samoty Záholice další osada. Nejstarší zmínky o částech obce jsou z roku 1230. Zvláštností je, že obec nemá jednotné centrum, tvoří ji velmi malé vesničky. Obecní úřad sídlí v bývalé škole na Chutnovce, základní škola v Bělé. V současné době se obec dělí na 14 částí.

## Povrch
Pahorkatinný reliéf obce významně narušuje na východní straně nejvyšší vrch Českého ráje Kozákov s překrásnými výhledy. Podstatná část západního svahu Kozákova patří do katastru obce. Kromě vlastního vrcholu zde najdeme řadu turisticky poutavých míst. Měsíční údolí (též nazývané Proskalí) u osady Vesec je kaňon sevřený dvojicí skloněných pískovcových ker. Na jeho severním okraji najdeme Babí a Kudrnáčovu pec, jeskyně typu abri, kde bylo doloženo dočasné přebývání člověka mladší doby kamenné. Z východní strany se nad Měsíční údolí vypíná pískovcový hřeben Hrádek zakončený Drábovnou, uměle vylámanou světničkou ve skále, která měla ve středověku funkci ostrahy při kupecké stezce. Nad Loktušemi je na okraji lesa malebná Radostná studánka, o něco dále najdeme Votrubcův lom, naleziště polodrahokamů, který je však již mimo katastr obce.
Na sever pokračuje hřbet Kozákova přes sedlo Vzdychánek na Prackovský vrch, vrcholová stezka je místem dalekých výhledů.
Na úbočí Kozákova se odedávna nacházely na chudých políčkách polodrahokamy (achát, jaspis, chalcedon, křišťál, záhněda, ametyst). Při návštěvě místních hřbitovů si můžeme povšimnout řady pomníků s výzdobou z těchto kamenů.

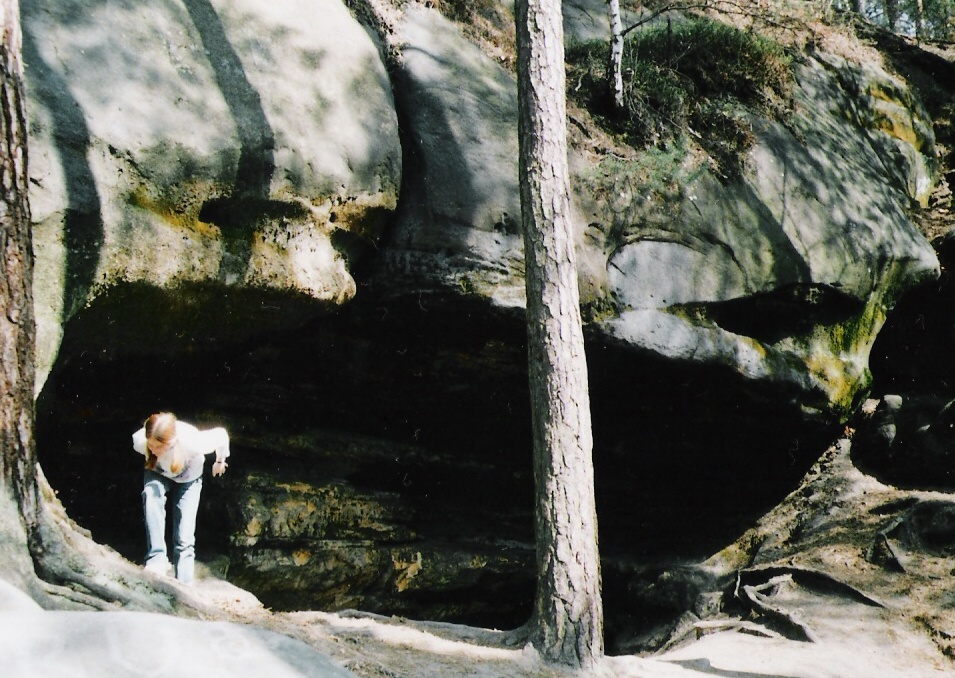
Jeskyně Postojná

Druhou turisticky lákavou částí obce je vnitřní (západní) část pískovcových Klokočských a Betlémských skal s několika roklemi a jeskyněmi, z nichž Postojná je největší jeskyní v Českém ráji. V nedaleké Jislově jeskyni byly nalezeny doklady o osídlení lidmi ze starší doby kamenné. Klokočské skály jsou na jižní straně ukončeny zříceninou hradu Rotštejna, v 90. letech minulého století místními nadšenci upravenou. Na Rotštejně a ve Smrčí se točily exteriéry českého filmu Přijela k nám pouť (1973).
Obě zmíněné zalesněné oblasti jsou součástí CHKO Český ráj a jsou vyhledávány houbaři a sběrateli dalších lesních plodů (borůvky, brusinky).
Na vyvýšeném místě uprostřed lesa byla po roce 2000 postaven u osady Dubecko telekomunikační převaděč, který byl na přání občanů upraven v rozhlednu.

### Vodní toky
Osou obce je potok Stebeňka, který pramení v Koberovech u Železného Brodu. Protéká zprvu k jihu a od Loktuš k západu. V okolí Sekerkových Louček bývalo devět rybníků, z nichž tři (v osadě U Rybníků) - Cihlák, Křižák a Nohavice - jsou dosud funkční a plní funkci rybolovnou i krajinotvornou. Kromě vodního ptactva a ryb zde žije několik druhů žab, velmi hojná je zvláště ropucha obecná. Upravené rameno potoka Stebeňky rybníky protéká na cestě k Turnovu, kde se vlévá do Jizery.
Na potoce bývaly tři mlýny, z nichž tři jsou zachovány (Dubecko, Sekerkovy Loučky, Chloumek), první z nich je dosud funkční, ovšem na elektrické bázi. V Loktuších se zleva vlévá do Stebeňky potok Radostná, který pramení uprostřed svahu Kozákova v Radostné studánce.
Zdejší lesy jsou vydatnou zdrojnicí pitné vody, čehož obec využívá k propojenému systému vodovodů.

## Doprava

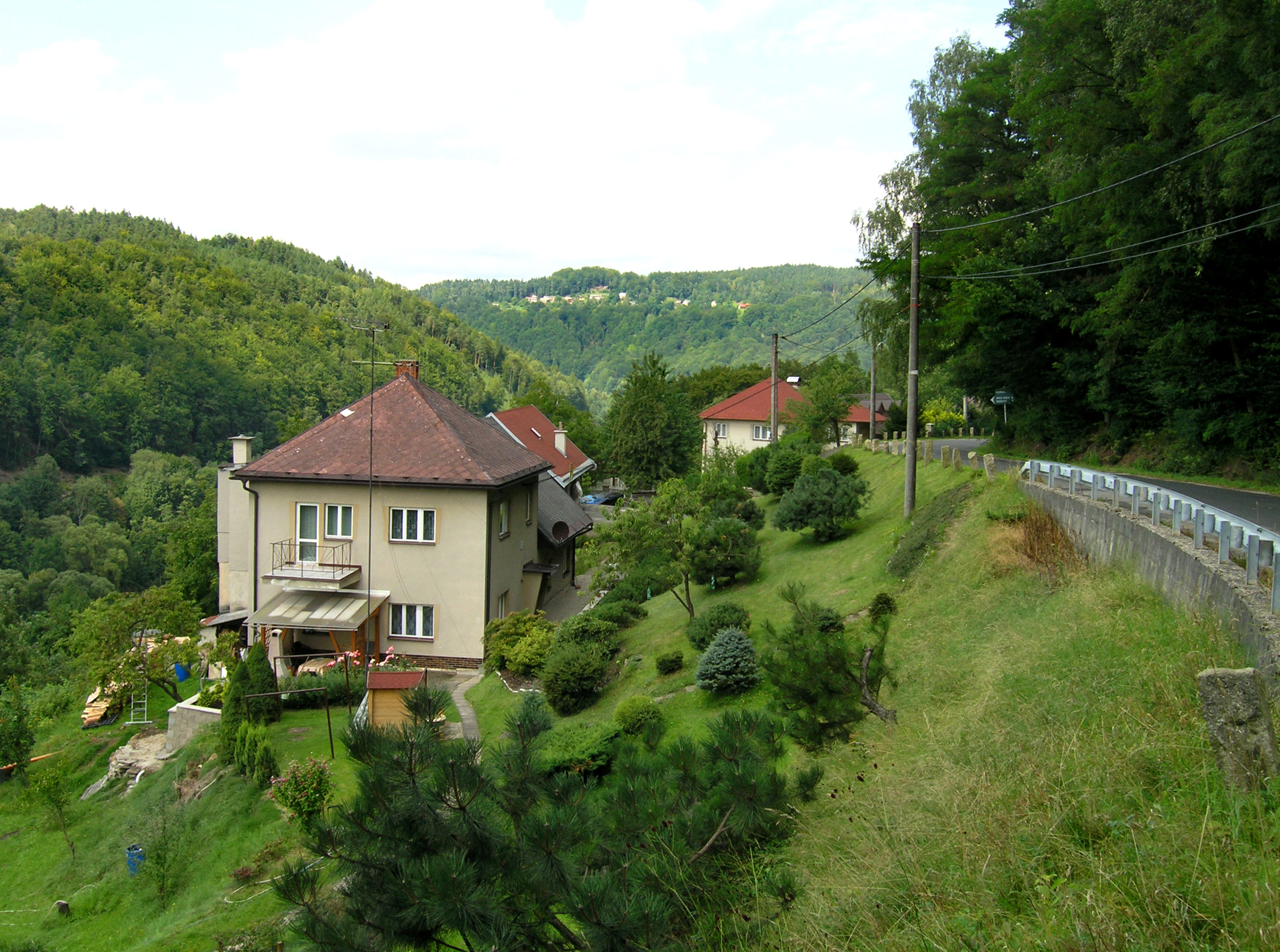
Místní část Rohliny

Obcí Mírová pod Kozákovem prochází hlavní silnice 2. třídy spojující Turnov s Lomnicí nad Popelkou a Semily (s pokračováním do Krkonoš) a silnice Železný Brod – Rovensko pod Troskami. Dopravě obyvatel slouží především vlastní osobní vozy; provoz linkových autobusů byl v 90. letech minulého století redukován a do některých menších částí (např. Prackov, Bukovina) autobusová doprava nebyla nikdy zavedena.

## Zaměstnání obyvatel
Obyvatelstvo obce se odpradávna zabývalo zemědělstvím, bylo poddáno různým panstvím (Rotštejn, Hrubá Skála, Hrubý Rohozec). Chudé rodiny si přivydělávaly vedlejší činností, především sklářstvím a kamenářstvím (broušení polodrahokamů, skleněných perel, výroba skleněných perliček a figurek, výroba bižuterie). V obci se nacházejí také velká ložiska písku, tato ložiska byla v minulosti těžena a písek využíván hlavně ve stavebnictví a sklářství, při zemědělství existovala přidružená řemesla (kovářství, sedlářství, kolářství apod.).
Dnes v obci působí místo bývalého velkého JZD Mír několik soukromých firem, další rolníci hospodaří samostatně. V současnosti převažuje živočišná výroba, hlavně pastevecký chov hovězího dobytka, drobní majitelé pozemků chovají i ovce a kozy. Z rostlinné výroby jmenujme pěstování brambor, pšenice, žita, řepky olejky, pícnin.
Mírová má několik menších firem na zpracování skla, umělých hmot, zastoupen je průmysl strojírenský a polygrafický, vyrábí se zahradní bazény. Je tu i řada živnostníků. V osadách stávalo množství obchodů a pohostinství, dnes většinou uzavřených nebo přeměněných v moderní motoresty a penzióny.

## Život v obci

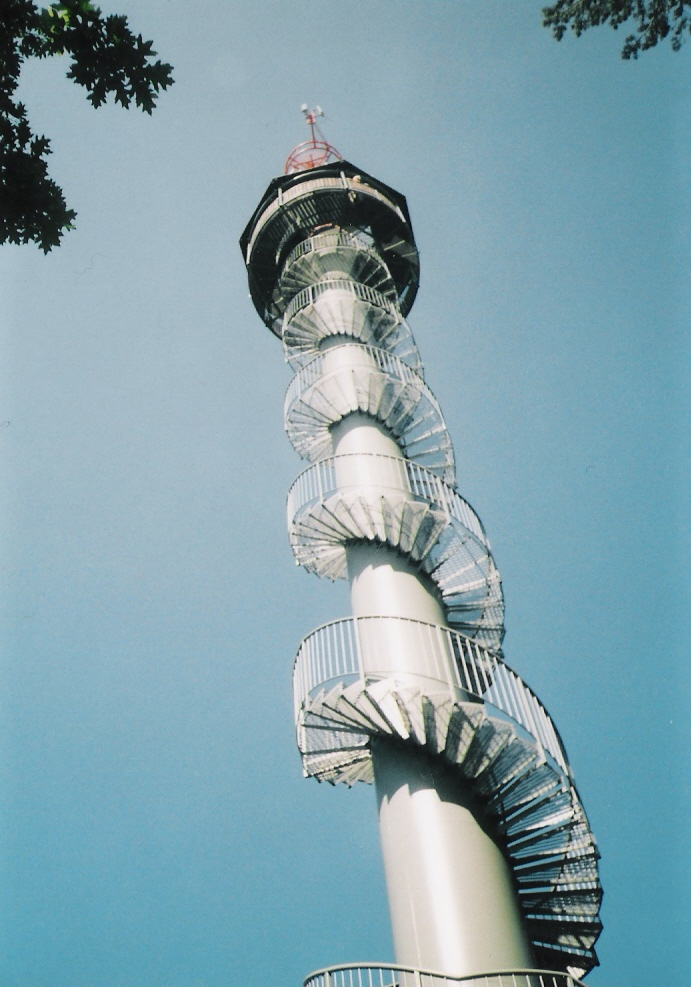
Rozhledna na Dubecku

Z původních škol je v provozu malotřídka v Bělé. Obec nemá vlastní kostel, římští katolíci patřili k farnostem Hruštice a Kostelní Loučky. Dnes jsou občané většinou bez vyznání, zčásti katolíci, část vyznává evangelické (českobratrské) náboženství, modlitebnu mají v Turnově a v Koberovech. V Bělé stojí moderní Dům seniorů.
Kulturní život se soustřeďuje do Bělé a do Vesce, kdysi živý spolkový život udržuje TJ Sokol Vesec (taneční zábavy, sportovní soutěže), hasičské sbory a Osvětové besedy. Agilní je od 90. let fungující fotbalový oddíl. Ve Vesci a v Bělé jsou menší koupaliště. Ve Vesci je větší rekreační zařízení.
Mírová pod Kozákovem je prosperující obcí se solidní občanskou vybaveností a trvalou výstavbou rodinných domků. Roku 2004 byla vyznamenána titulem Obec roku za Liberecký kraj.